# Michael Stephens (atleta)
Michael Stephens (19 de agosto de 2000) es un deportista de Jamaica que compite en atletismo. Ganó una medalla de plata en el Campeonato Mundial de Atletismo Sub-20 de 2018, en la prueba de 4 × 100 m.